# パーシー・ホバート
サー・パーシー・クレッグホーン・スタンレー・ホバート KBE CB DSO MC（Sir Percy Cleghorn Stanley Hobart, 1885年6月14日 - 1957年2月19日）は、イギリスの軍人。第二次世界大戦中、イギリス陸軍工兵隊の将校として第79機甲師団などを率いた。ノルマンディー上陸作戦以降、彼は様々な特殊車両で構成された部隊を率い、それらの特殊車両は彼の名前からホバーツ・ファニーズ（Hobart's Funnies, 「ホバートの愉快な連中」）と通称された。

## 若年期
1885年、英領インド帝国ネーニタル（Nainital）にて、インド高等文官だった父ロバート・T・ホバート(Robert T. Hobart)と母ジャネッタ(Janetta)の間に生を受ける。母はティロン県出身で、1880年10月7日にロバートと結婚した。
若年期のパーシー・ホバートは歴史、絵画、文学、教会建築などについて学んだ。彼はテンプル・グローブ・スクールとクリフトン・カレッジでの教育を経て、1904年に王立陸軍士官学校を卒業し、陸軍工兵隊に配属された。最初はインド方面で勤務していたが、第一次世界大戦中はフランスおよびメソポタミア方面に派遣されていた。1919年から1920年にかけてのワズィーリスターン戦争では地方集落での警備活動に参加した。
1923年、いずれ戦車戦の重要性が増していくであろうと考えたホバートは王立戦車軍団への転属を志願した。戦車軍団勤務の間、彼は「ホーボー」(Hobo)のあだ名で呼ばれるようになり、またベイジル・リデル＝ハートの著作から機甲戦の思想について強く影響を受けたという。1923年から1927年まで、クエッタの指揮幕僚大学に教官として勤務する。1928年11月、海兵隊大佐の娘だったドロテア・フィールド(Dorothea Field)と結婚し、娘を1人もうけた。ホバートの妹エリザベス・カーバー（Elizabeth Carver）は、1927年にバーナード・モントゴメリー将軍と結婚していた（1937年に亡くなっている）。
1934年、ホバートは戦車軍団内で結成された英軍における最初の常設旅団の指揮官として准将(Brigadier)となり、同時に戦車軍団の総監(Inspector)にも就任している。当時、英陸軍内では依然として騎兵将校が強い発言力をもっており、ホバートは戦車部隊の予算や資源を獲得するべく彼らと対立することとなる。皮肉なことにドイツ陸軍の戦車指揮官ハインツ・グデーリアンはホバートを非常に高く評価しており、英国内で発表されたホバートの論文等は全て自費で入手・翻訳して保管していたという。
1937年、ホバートは装甲戦闘車両参謀長補（Deputy Director of Staff Duties (Armoured Fighting Vehicles)）に就任する。その後は軍事訓練部長（Director of Military Training）の役職も務め、やがて少将（Major-General）に昇進した。1938年、機動部隊（エジプト）（Mobile Force (Egypt)）の編成および訓練を命じられるが、現地では激しい抵抗に直面することとなる。この機動部隊についてはしばしば皮肉を込めて「機動喜劇」（Mobile Farce）とも揶揄されるが、部隊はその後も存続し、「砂漠のネズミ」（Desert Rats）として名高い第7機甲師団の前身となった。

## 第二次世界大戦
1940年、中東駐留軍司令官アーチボルド・ウェーヴェル卿はホバートを解任し、除隊へと追い込んだ。これは従来型の戦術を支持していたウェーヴェルがホバートの主張する「型破りな」機甲戦のアイデアを嫌った為である。ホバートは自宅のあったチッピング・カムデンに戻り、現地の地域防衛義勇隊（ホーム・ガードの前身）に下級伍長（Lance corporal）として入隊した。その後間もなくして地域指揮官代理（Deputy Area Organiser）に就任。リデル＝ハートはホバートの退役を批判する記事を新聞『Sunday Pictorial』に掲載した。やがてこの話はウィンストン・チャーチル首相の耳に入ることとなり、1941年にはホバートの現役復帰が決定した。復帰後最初の任務は第11機甲師団の訓練を行うことであった。
ホバートの敵対者らは健康状態を理由に再び彼を除隊に追い込もうと試みたが、チャーチルによって阻止されている。しかし当時のホバートは既に57歳と高齢で実際に体調不良も抱えていた為、前線指揮官には不向きとされ、再び新設部隊の訓練任務に回された。彼が次に配属されたのは第79機甲師団だった。

### 第79機甲師団
1942年8月に実施されたディエップ上陸作戦において、通常の戦車や歩兵では水陸両用作戦の中で敵軍が設置した障害物に対処できないことが実証された。そして連合国軍によるヨーロッパ侵攻直後から、自然および人口障害物に対処する特殊車両の必要性が高まっていった。

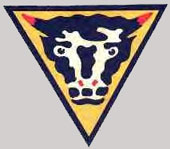
第79機甲師団の部隊章

1943年3月、資材不足を理由に第79機甲師団の解散が決定するが、この際に帝国参謀総長のサー・アラン・ブルック元帥はホバートと会談し、第79機甲師団を特殊車両部隊として再編成しないかと提案した。当初ホバートはこうした部隊の価値に懐疑的だったものの、リデル＝ハートからそれらの部隊も戦闘に参加するだろうと保証された為、ブルックの提案を受け入れることとなった。再編後の部隊には陸軍工兵第79（実験）機甲師団（79th (Experimental) Armoured Division Royal Engineers）という名称が与えられた。部隊章は黄色い三角形の上に鼻を開いた黒い雄牛が描かれたもので、師団に所属する全ての車両に描かれていた。また、ホバートの義理の兄となったバーナード・モントゴメリー元帥も、欧州における連合国軍最高司令官だったドワイト・D・アイゼンハワー将軍に特殊車両調達の必要性を伝えている。
ホバートの指揮下で第79師団は様々な特殊車両を有する部隊へと再編され、これらの特殊車両は彼の名をとってホバーツ・ファニーズ（Hobart's Funnies, 「ホバートの愉快な連中」）と総称された。これらの車両は上陸の支援に有用だとしてノルマンディーに対する上陸作戦に投入された。
1944年6月6日、ノルマンディー上陸作戦（オーバーロード作戦）が始まる。この際、ホバーツ・ファニーズは全車両が前線に送られる予定だったが、アメリカ軍の反対もあり結局はM4中戦車を水陸両用化したDDシャーマンのみが投入された。
第79師団は単一の部隊として配置されることはなく、各車両はそれぞれ別の部隊に派遣され任務に従事した。終戦までに第79師団はおよそ7,000両の特殊車両を有していた。終戦後の1945年8月20日、第79師団は解散した。
ホバートは1946年に陸軍を退役し、1957年にサリー州ファーナムにて死去した。
ドイツのデトモルトには彼の名を付けたホバート兵舎（Hobart Barracks）があった。この兵舎は戦後もドイツ政府によって使用されていた。

## 受章
彼は第一次世界大戦での戦功からDSOおよびMCを受章している。1943年には大英帝国勲章ナイト・コマンダー級を受章。その他にはバス勲章コンパニオン級を受章している。柏葉敢闘章（mentioned in despatches）も9度受章している。戦後、アメリカ合衆国からレジオン・オブ・メリットを授与された。